# Orbită de transfer geostaționară

Orbita de transfer în galben.

O orbită de transfer geostaționară (cu sigla GTO, de la denumirea în engleză Geostationary Transfert Orbit) este o orbită intermediară care permite plasarea sateliților pe orbita geostaționară. 
Este o orbită eliptică, al cărei perigeu se situează la joasă altitudine, iar apogeul la altitudinea orbitei geostaționare 35.786 km. Perigeul se află aproximativ la altitudinea de la sfârșitul combustiei ultimei trepte a vehiculului de lansare, deseori la o altitudine de ordinul a 200 km, echivalând, raza Pământului la ecuator fiind de 6.378 km, la o valoare a perigeului de 6.578 km. Valoarea apogeului este aproximativ de 42.270 km sau o altitudine de 35.786 km în raport cu geoidul terestru.
Odată ce sarcina utilă (satelitul) ajunge la apogeu, propulsia este repornită pentru a circulariza orbita și a modifica planul orbitei, ceea ce cere modificarea vitezei (delta-V) de circa 1.600 m/s. Acest lucru este în general asigurat de către un motor-rachetă, cu propergoli solizi sau lichizi, integrat în satelit (motor de apogeu).

## Manevra de apogeu
Manevra de apogeu trebuie să includă și un impuls de schimbare a planului orbital (Înclinața orbitei trebuie să devină nulă). După arderea combustibilului ultimei trepte a lansatorului și separarea satelitului, orbita de transfer este înclinată față de planul ecuatorului, cu un unghi echivalent cu latitudinea bazei de lansare. Or, orbita geostaționară tebuie să fie în planul ecuatorului. Această manevră va consuma, așadar, o parte mai mult sau mai puțin semnificativă din propergolii aflați în satelit. De aici și cel mai mare interes pentru lansarea de la o bază situată cât mai aproape de ecuator. În plus, rotația Pământului oferă o viteză (numită „efectul praștie”) a Pământului: +0,46 km/s față de Kourou, știind că satelitul are o viteză de 7,78 km/s pentru orbită joasă), care este mai mare cu cât ești mai aproape de ecuator. Acesta este marele interes - și succesul - 
Centrului Spațial Guyanez situat la doar 5° latitudine nordică. O lansare chiar de la ecuator ar funcționa și mai bine, de unde și designul platformei Sea Launch.
„Supraconsumul” de propergoli pentru lansările din alte porturi spațiale, aflate la latitudini mai mari, va fi dăunător vieții pe orbită a satelitului și deci economiei acestuia (rentabilitatea investiției).
Orbita de transfer geostaționară este foarte aglomerată cu gunoaie spațiale, inclusiv cu ultimele trepte ale lansatoarelor.